# Сибирский (ЗАТО)
Сиби́рский — посёлок городского типа в Алтайском крае России. С 1995 года является закрытым административно-территориальным образованием (ЗАТО) посёлок Сибирский, которое с 2005 года образует городской округ ЗАТО Сибирский. Основанием для статуса ЗАТО является расположение 35-й Краснознамённой орденов Кутузова и Александра Невского дивизии ракетных войск стратегического назначения. Росстат относит посёлок к городским населённым пунктам .

## География
ЗАТО Сибирский расположен на северо-востоке Алтайского края, на федеральной автомагистрали Р-256 примерно в 44 км от Барнаула. В посёлке пять улиц: Кедровая, Победы, 40 лет РВСН, Строителей, Школьная и Солнечная площадь.
ЗАТО со всех сторон граничит с территорией Сибирского сельсовета Первомайского района Алтайского края.

## История
История посёлка начинается в 1979 году, когда главнокомандующим ракетных войск, в ту пору генералом армии, а затем главным маршалом артиллерии В. Ф. Толубко было принято решение о размещении военного объекта в районе станции Цаплино. Работы по строительству начались в 1980 году, первые жители жили в вагончиках и палатках. В 1982 году шла работа по строительству жилых домов, а также казарм и специальных сооружений с целью своевременной постановки на боевое дежурство первого ракетного полка. 3 ноября 1982 года построен первый дом для офицеров первого полка по улице Победы, 6.
В 1992 году решением Алтайского краевого совета народных депутатов посёлок Сибирский-1 преобразован в сельский населённый пункт село Сибирское в составе Октябрьского сельсовета.
Статус ЗАТО посёлок Сибирский получил на основании указа Президента Российской Федерации от 23 ноября 1995 года.
После получения статуса ЗАТО, в 1996 году, постановлением Алтайского краевого законодательного собрания, территория ЗАТО изъята из земель Первомайского района; постановление 1992 г. о преобразовании поселка Сибирский-1 в село Сибирское признано утратившим силу. Но тем же постановлением, сохранены на территории поселка Сибирского льготы для сельской местности, ранее установленные для села Сибирское.
Само название было дано спонтанно. Позже пытались изменить его, объявляли конкурс на лучшее имя посёлка, но прижилось изначальное.
В октябре 2001 года в режимном посёлке одним из новоалтайских архитекторов был построен православный храм. Так как в Сибирском располагается дивизия ракетных войск, то храму было дано соответствующее название: Святой Великомученицы Варвары, покровительницы ракетчиков.
По итогам 2004 года Сибирский был признан победителем конкурса «Лучшее муниципальное образование края» в седьмой группе благодаря достигнутому высокому уровню своего социально-экономического развития. В 2005 году в группе «Городской округ» этого столь престижного краевого конкурса городской округ во второй раз завоевал право называться лучшим муниципальным образованием Алтайского края. В краевом конкурсе по благоустройству в номинации «Самый благоустроенный город края» по итогам 2007 года было присуждено первое место.
В 2009 году присуждена премия за достижение наилучших показателей эффективности деятельности органов местного самоуправления Алтайского края в сфере образования и здравоохранения.
В декабре 2009 года, накануне 50-летия ракетных войск стратегического назначения, состоялось торжественное открытие нового 156-квартирного жилого дома, новоселье в котором справили преимущественно семьи молодых военных и гражданских специалистов. Городской округ ЗАТО Сибирский в 2009 году признан лучшим в крае в сфере образования и здравоохранения за достижение наилучших показателей эффективности деятельности органов местного самоуправления.
В 2010 году Сибирский стал местом проведения первого краевого фестиваля семейного творчества «Моя семья — жемчужина Алтая».
В год 30-летия городской округ ЗАТО Сибирский обрёл свои официальные символы: герб и флаг. В основе герба эмблемы, непосредственно связанные с символикой РВСН. Луки присутствуют в гербе не только как «пусковые установки» для «стрел-ракет», лук — это одна из старейших геральдических эмблем Сибири. Его использование в является прямым указанием на название города.
Эмблема листа в гербе присутствует не столько как указание на то, что город располагает огромными зелёными массивами, он прямо указывает название ракетного комплекса, находящегося на боевом дежурстве в наши дни, символизируя прошлое, настоящее и будущее ракетных войск, с которыми неразрывно связана судьба ЗАТО. Гербовый щит увенчан муниципальной короной достоинства установленного образца для городского округа, имеющего статус ЗАТО: золотая башня о пяти видимых зубцах, каждый из которых завершён двумя малыми зубцами.
Флаг представляет собой зелёное полотнище, ширина и длина которого соотносятся как 2:3, в центре полотнища размещено изображение эмблем из герба ЗАТО.
В 2011 году на уровне муниципалитета в рамках Года спорта и здорового образа жизни проведены два общегородских конкурса «Лучший тренер года» и «Лучший спортсмен года», было утверждено и начало действовать положение о мерах социальной поддержки молодых специалистов, работающих в сфере здравоохранения, образования, физической культуры и спорта, которые в качестве меры социальной поддержки отныне получают ежемесячное пособие в размере 5 тысяч рублей из средств местного бюджета.
2012 год был проведён под лозунгом «Время быть патриотом!». На уровне государства 2012 год был Годом отечественной истории, был возрождён военно-патриотический клуб «Тигр», созданы координационный совет по делам инвалидов и совет отцов.
13 декабря 2012 года приказом главного управления образования и молодёжной политики администрации Алтайского края утверждена краевая экспериментальная площадка в рамках сетевого проекта на базе восьми образовательных учреждений городского округа ЗАТО Сибирский по теме «Интеграция деятельности образовательных учреждений военного городка (образовательный кластер) как условие позитивной социализации ребёнка».
В 2013 году два представителя ЗАТО Сибирский — учитель начальных классов начальной школы Марина Александровна Трефилова и врач-гинеколог городской больницы Нина Николаевна Полкович стали победителями краевых конкурсов в рамках реализации приоритетных национальных проектов «Образование» и «Здравоохранение». В номинации «Тепло родительского сердца» семья Карасёвых, воспитывающая четырёх приёмных детей, стала победителем краевого конкурса на соискание гранта губернатора Алтайского края в эстафете родительского подвига «Согрей теплом родительского сердца».
Центральным событием стала сдача в эксплуатацию детского сада на 225 мест, которая состоялась 17 декабря, в День Ракетных войск стратегического назначения.
В том же году утверждён генеральный план городского округа ЗАТО Сибирский.
Впервые две молодые семьи из Сибирского стали обладателями Свидетельств о праве на получение социальной выплаты на приобретение и строительство жилья в рамках реализации двух программ — «Обеспечение жильём молодых семей в Алтайском крае» в 2011—2015 годах и «Обеспечение жильём молодых семей в муниципальном образовании городском округе закрытом административно-территориальном образовании Сибирский (ЗАТО Сибирский) на 2012—2015 годы».
В 2014 году открылся многофункциональный центр, где предоставляется более 60 федеральных и краевых услуг.
21 ноября 2014 года в средней школе стала действовать система «Сфинкс», обеспечивающая контроль доступа в здание как по электронным пропускам, так и по биометрическим данным.
В 2014 году было проведено немало акций добра и милосердия. Впервые в Сибирском в последнюю неделю марта была объявлена «Весенняя неделя добра» по инициативе Совета женщин и при поддержке Администрации ЗАТО Сибирский с целью оказания адресной помощи семьям, оказавшимся в трудной жизненной ситуации.
Главные достижения 2015 года: городской округ во второй раз был удостоен звания «Лучшее ЗАТО РВСН», 35-я Краснознамённая орденов Кутузова и Александра Невского ракетная дивизия по результатам учений и проверок боевой готовности заняла первое место среди соединений РВСН и была удостоена переходящего вымпела «Лучшему соединению РВСН», лучшим ракетным полком в РВСН признан Гвардейский Кёнигсбергский Краснознамённый ордена Кутузова ракетный полк.
Главное достижения 2016 года: ЗАТО Сибирский в третий раз стало лучшим ЗАТО Ракетных войск стратегического назначения, решением командующего РВСН генерал-полковника С. В. Каракаева переходящий вымпел остаётся в ЗАТО навечно. Вторым достижением является то, что в 2015 году ракетная дивизия была лучшей в РВСН, а командир дивизии генерал-майор С. А. Талатынник стал лучшим командиром дивизии в ракетных войсках. Достижением также является то, что второй год подряд второй ракетный полк под командованием полковника И. А. Камагурова был признан лучшим ракетным полком РВСН.
1 сентября 2017 года вместо трёх детских садов начал действовать единый детский сад.

## Население
| 2002    | 2006    | 2008    | 2010    | 2012    | 2013    | 2015    | 2016    | 2017    |
| ------- | ------- | ------- | ------- | ------- | ------- | ------- | ------- | ------- |
| 12 046  | ↗12 300 | ↘12 248 | ↘11 306 | ↗11 584 | ↘11 494 | ↗11 807 | ↘11 765 | ↗11 896 |
| 2018    | 2019    | 2020    | 2021    |         |         |         |         |         |
| ↗11 996 | ↘11 993 | ↗12 142 | ↘10 520 |         |         |         |         |         |

## Органы власти
Совет депутатов действует с 1996 года. 13 сентября 2015 года был избран новый состав депутатского корпуса, состоящий из 16 депутатов. При нём создан молодёжный парламент. Главой ЗАТО городской округ Сибирский (председателем совета депутатов) является Сергей Иванович Диких, избранный из состава совета депутатов 22 сентября 2015 года. Исполнительную власть осуществляет администрация ЗАТО городской округ Сибирский. 20 октября 2015 года главой администрации назначен Сергей Михайлович Драчёв. Совет депутатов городского округа ЗАТО Сибирский возглавил с этого же времени Диких Сергей Иванович. Он избран главой городского округа из состава Совета депутатов ЗАТО Сибирский, исполняет полномочия на непостоянной основе.

## Инфраструктура, культура и образование
В посёлке действуют 7 муниципальных унитарных предприятий и 15 муниципальных учреждений, 129 предприятий малого и среднего бизнеса, построен больничный комплекс, оснащённый современным медицинским оборудованием.
Работают три детских сада, два общеобразовательных учреждения: начальная и средняя школы, а также четыре учреждения дополнительного образования — ДЮЦ «Росток», спортивный клуб «Романтик», детская музыкальная школа, культурологическая школа «Возрождение», а также Дом культуры «Кристалл», музей истории ЗАТО Сибирский, театр-студия «Планета танца». На территории ЗАТО расположен Алтайский кадетский корпус, спортивно-оздоровительный комплекс «Бриз», дом культуры «Кристалл», музей истории ЗАТО Сибирский.
Средства массовой информации: кабельный телеканал «Щит Отечества» и газета «Сибирский вестник».